# Kralikita
La kralikita (en anglès i originalment, králikite) és un mineral de la classe dels halurs

## Característiques
La kralikita és un halur de fórmula química BaCl₂(H₂O)₂. Va ser aprovada com a espècie vàlida per l'Associació Mineralògica Internacional en el mes d’agost de l'any 2024, i encara resta pendent de publicació. Cristal·litza en el sistema monoclínic.
Segons la classificació de Nickel-Strunz pertany a «03.BB - Halurs simples, amb H₂O, amb proporció M:X = 1:2». Les mostres que van servir per a determinar l'espècie, el que es coneix com a material tipus, es troben conservades a les col·leccions del departament de mineralogia i petrologia del Museu Nacional de Praga, a la República Txeca, amb el número de catàleg: P1P 19/2019, i a les col·leccions mineralògiques del Museu de Moràvia, a Brno (República Txeca), amb el número de catàleg: A11366.

## Formació i jaciments
Va ser descoberta a la mina ČSA, una mina subterrània activa de carbó bituminós, situada al districte de Karviná (regió de Moràvia i Silèsia, República Txeca). Aquest indret és l'únic de tot el planeta on ha estat descrita aquesta espècie mineral.